# Illes Ryūkyū
|  | Per a altres significats, vegeu «Regne de Ryūkyū». |

Les Illes Ryūkyū (琉球列島, Ryūkyū-rettō) són un arxipèlag que comprèn la part sud-oest de les illes Nansei. Estan situades a l'oceà Pacífic occidental, on fan de frontera entre el mar de la Xina Oriental i el mar de les Filipines. El territori que les comprèn varia segons les fonts consultades, però segons la Guardia Costera del Japó la formen les terres al sud de les illes Amani (les quals són considerades a voltes com a part de les Ryūkyū) i al nord de Taiwan. L'arxipèlag de les Ryūkyū s'estenen uns 1.000 kilòmetres, tot formant un gran arc que rep així mateix el nom de Ryūkyū. Són 83 illes, 48 de les quals deshabitades. Administrativament, les Illes Ryūkyū constitueixen tota la Prefectura d'Okinawa, al Japó, amb l'única excepció de les illes Daitō. La ciutat més important és Naha, a l'illa d'Okinawa, la qual és també l'illa més gran.

## Geografia física
L'arxipèlag de les Illes Ryūkyū està format dos arxipèlags principals:
- Les illes Okinawa (沖縄諸島, Okinawa shotō): amb les illes principals d'Okinawa, Kume-jima, Ie-jima, Iheya-jima, Izena-jima i les illes Kerama.
- Les illes Sakishima (先島諸島, Sakishima shotō): amb les illes Miyako, les illes Yaeyama i les illes Senkaku.

La majoria de les illes grans són volcàniques (hi ha 15 volcans actius) i les petites, coral·lines. El clima és subtropical humit.

## Biologia
Des del punt de vista de la fitogeografia aquestes illes constitueixen una regió florística. La flora i la fauna tenen a veure més amb Taiwan, les Filipines i el sud-est d'Àsia i són part de l'ecozona indomalaia. Hi ha els boscos de fulla persistent subtropicals de les illes Nansei. Hi ha coralls amenaçats per la sedimentació, l'eutrofització i la pesca.

## Població
La població de l'arxipèlag és resultat de migracions prehistòriques des del Japó i des de la Xina, presenta caràcters somàtics diferents dels japonesos. Llur llengua, coneguda com a llengua d'Okinawa (amb nombrosos dialectes), és classificada com una llengua japònica, però en difereix força del japonès i, de fet, no hi ha comprensió mútua. La importància donada al parentiu ha condicionat llurs poblaments i llur religió, centrada en el culte als avantpassats, associat al budisme i a pràctiques ancestrals anàlogues a les japoneses.

## Economia
Hi ha conreus de canya de sucre, moniato, arròs, i pinya tropical. S'exporta sucre i pinya. També hi ha indústria tèxtil, i darrerament, turisme.

## Història

Proposta de bandera nacional del govern de Ryukyu el 1950

Antigament fou un regne independent, però fou ocupat per la Xina en el segle vii aC. Va restar sotmesa als xinesos fins al 1609, quan fou envaïda pels japonesos i el 1879 foren annexades definitivament al Japó dins la Prefectura d'Okinawa i s'abolí la monarquia. Quan acabà la Segona Guerra Mundial, de la qual fou teatre d'operacions, l'arxipèlag fou ocupat militarment pels Estats Units el 1945, que l'administraren fiduciàriament d'acord amb el tractat de San Francisco de 1951, i feren d'Okinawa una poderosa base militar. Prèviament, el 25 de gener del 1950 el govern de les illes havia proposat la independència i una bandera nacional, que no fou acceptada pels Estats Units. El 1953 la part septentrional (Amami) va ser retornada al Japó, i la resta el 1972.